# Pacific Four Series 2025
Navigation
2024
La Pacific Four Series 2025 est la cinquième édition de la compétition internationale féminine de rugby à XV organisée par World Rugby. Elle oppose quatre nations. Il n'y a aucune qualification en jeu, cette édition ayant lieu une année de Coupe du monde.

## Format
Les quatre équipes s'affrontent une seule fois, soit un total de six rencontres. Les matchs sont disputés sur un mois et ont lieu en Australie, en Nouvelle-Zélande et aux États-Unis.
| Équipe           | Sélectionneur       | Capitaine         | Classement 2024 |
| ---------------- | ------------------- | ----------------- | --------------- |
| Australie        | Joanne Yapp         | Siokapesi Palu    | 4e              |
| Canada           | Kévin Rouet (en)    | Alexandra Tessier | 1er             |
| États-Unis       | Sione Fukofuka (en) | Kate Zackary      | 3e              |
| Nouvelle-Zélande | Allan Bunting (en)  | Kennedy Tukuafu   | 2e              |

## Classement et résultats

### Classement
| Rang | Pays             | J | V | N | D | Bo | Bd | Pm  | Pe  | Diff | Pts |
| ---- | ---------------- | - | - | - | - | -- | -- | --- | --- | ---- | --- |
| 1    | Nouvelle-Zélande | 3 | 2 | 1 | 0 | 3  | 0  | 144 | 53  | +91  | 13  |
| 2    | Canada (T)       | 3 | 2 | 1 | 0 | 3  | 0  | 98  | 48  | +50  | 13  |
| 2    | Australie        | 3 | 1 | 0 | 2 | 1  | 0  | 46  | 102 | -56  | 5   |
| 4    | États-Unis       | 3 | 0 | 0 | 3 | 0  | 0  | 47  | 132 | -85  | 0   |

|  | Vainqueur de la compétition.        |
|  | T : tenant du titre (édition 2024). |

### Résultats
| Match 1 2 mai 2025 2 h 30 CEST | États-Unis | 14 - 26 (7 - 14) | Canada bo | CPKC Stadium, Kansas City 10 518 spectateurs Arbitre : Lauren Jenner (it) |
| Match 1 2 mai 2025 2 h 30 CEST | Essai(s) : 2 Zackary (37e), Kelter (65e) Transformation(s) : 2 Hawkins (37e, 66e) Carton(s) jaune(s) : 1 Jacoby (68e) | Rapport          | Essai(s) : 4 Pelletier (10e), Royer (35e), Holtkamp (71e), Lachance (77e) Transformation(s) : 3 Schell (10e, 35e, 71e) Carton(s) jaune(s) : 1 Holtkamp (51e) | CPKC Stadium, Kansas City 10 518 spectateurs Arbitre : Lauren Jenner (it) |
| Match 1 2 mai 2025 2 h 30 CEST | | Rapport          | | CPKC Stadium, Kansas City 10 518 spectateurs Arbitre : Lauren Jenner (it) |

| Match 2 10 mai 2025 7 h CEST | Australie                                                                       | 12 - 38 (0 - 19) | Nouvelle-Zélande bo | McDonald Jones Stadium, Newcastle Arbitre : Clara Munarini |
| Match 2 10 mai 2025 7 h CEST | Essai(s) : 2 Karpani (46e), Marsters (54e) Transformation(s) : 1 F.Moleka (58e) | Rapport          | Essai(s) : 6 Leti-I'iga (12e, 26e), Sorensen-McGee (39e, 79e), Viliko (42e), Brunt (67e) Transformation(s) : 4 Demant (13e, 27e, 43e), King (80e) | McDonald Jones Stadium, Newcastle Arbitre : Clara Munarini |
| Match 2 10 mai 2025 7 h CEST |                                                                                 | Rapport          | | McDonald Jones Stadium, Newcastle Arbitre : Clara Munarini |

| Match 3 17 mai 2025 6 h 35 CEST | Nouvelle-Zélande bo | 27 - 27 (12 - 12) | Canada bo | Apollo Projects Stadium, Christchurch Arbitre : Kat Roche |
| Match 3 17 mai 2025 6 h 35 CEST | Essai(s) : 4 Sorensen-McGee (5e), Leti-I'iga (32e, 54e), Brunt (80e+3) Transformation(s) : 2 Demant (6e, 55e) Pénalité(s) : 1 Demant (69e) | Rapport           | Essai(s) : 5 Menin (13e), Hogan-Rochester (39e), Apps (61e), Corrigan (65e), Seumanutafa (77e) Transformation(s) : 1 Schell (14e) | Apollo Projects Stadium, Christchurch Arbitre : Kat Roche |
| Match 3 17 mai 2025 6 h 35 CEST | | Rapport           | | Apollo Projects Stadium, Christchurch Arbitre : Kat Roche |

| Match 4 17 mai 2025 8 h 55 CEST | Australie bo | 27 - 19 (19 - 14) | États-Unis | GIO Stadium, Canberra Arbitre : Aimee Barrett-Theron |
| Match 4 17 mai 2025 8 h 55 CEST | Essai(s) : 4 Caslick (18e), Marsters (27e, 46e), Karpani (35e) Transformation(s) : 2 Moleka (18e, 36e) Pénalité(s) : 1 Moleka (61e) | Rapport           | Essai(s) : 3 Rogers (15e, 37e, 54e) Transformation(s) : 2 Hawkins (16e, 38e) Carton(s) rouge(s) : 1 Kelter (79e) | GIO Stadium, Canberra Arbitre : Aimee Barrett-Theron |
| Match 4 17 mai 2025 8 h 55 CEST | | Rapport           | | GIO Stadium, Canberra Arbitre : Aimee Barrett-Theron |

| Match 5 23 mai 2025 8 h 55 CEST | Australie                                                    | 7 - 45 (0 - 26) | Canada bo | Suncorp Stadium, Brisbane Arbitre : Maggie Cogger-Orr |
| Match 5 23 mai 2025 8 h 55 CEST | Essai(s) : 1 Miller (44e) Transformation(s) : 1 Moleka (45e) | Rapport         | Essai(s) : 7 Hunt (3e), Paquin (11e), Schell (19e), Royer (40e+2), Scurfield (48e), Tessier (52e), Forteza (71e) Transformation(s) : 5 Schell (4e, 11e, 20e, 53e, 72e) | Suncorp Stadium, Brisbane Arbitre : Maggie Cogger-Orr |
| Match 5 23 mai 2025 8 h 55 CEST |                                                              | Rapport         | | Suncorp Stadium, Brisbane Arbitre : Maggie Cogger-Orr |

| Match 6 24 mai 2025 6 h 35 CEST | Nouvelle-Zélande bo | 79 - 14 (34 - 14) | États-Unis                                                                     | North Harbour Stadium, Albany Arbitre : Sara Cox |
| Match 6 24 mai 2025 6 h 35 CEST | Essai(s) : 13 Vahaakolo (11e, 15e, 37e, 64e), Woodman-Wickliffe (24e, 26e, 40e+1, 45e, 58e, 69e, 80e+2), Demant (48e), Waaka (74e) Transformation(s) : 7 Demant (12e, 27e, 46e, 49e), King (59e, 65e, 75e) | Rapport           | Essai(s) : 2 Tafuna (7e), Rogers (29e) Transformation(s) : 2 Hawkins (8e, 30e) | North Harbour Stadium, Albany Arbitre : Sara Cox |
| Match 6 24 mai 2025 6 h 35 CEST | | Rapport           |                                                                                | North Harbour Stadium, Albany Arbitre : Sara Cox |

## Effectifs
| Entraîneuse | Joanne Yapp |
| Avants      | Katalina Amosa (Brumbies) • Ruby Anderson (Waratahs) • Bree-Anna Browne (Queensland Reds) • Emily Chancellor (Waratahs) • Annabelle Codey (Waratahs) • Ashley Fernandez (Brumbies) • Martha Fua (Brumbies) • Asoiva Karpani (Queensland Reds) • Lydia Kavoa (Brumbies) • Kaitlan Leaney (Waratahs) • Michaela Leonard (Western Force) • Ashley Marsters (Western Force) • Tiarah Minns (Queensland Reds) • Tania Naden (Brumbies) • Bridie O'Gorman (Waratahs) • Siokapesi Palu (Brumbies) • Faliki Pohiva (Waratahs) • Adiana Talakai (Waratahs) • Tabua Tuinakauvadra (Brumbies) |
| Arrières    | Charlotte Caslick (Queensland Reds) • Lori Cramer (Queensland Reds) • Biola Dawa (Brumbies) • Waiaria Ellis (Waratahs) • Georgina Friedrichs (Waratahs) • Caitlyn Halse (Waratahs) • Tia Hinds (Brumbies) • Desiree Miller (Waratahs) • Faitala Moleka (Brumbies) • Manua Moleka (Brumbies) • Layne Morgan (Queensland Reds) • Trilleen Pomare (Western Force) • Cecilia Smith (Western Force) • Caitlin Urwin (Queensland Reds) • Natalie Wright (Queensland Reds) |

| Entraîneur | Kévin Rouet (en) |
| Avants     | Alex Ellis (Stade français Paris) • Alysia Comtois (Gee-Gees d'Ottawa) • Brittany Kassil (Guelph RFC) • Caroline Crossley (Castaway Wanderers RFC) • Cassandra Tuffnail (Ealing Trailfinders) • Courtney Holtkamp (Red Deer Titans) • DaLeaka Menin (Exeter Chiefs) • Emily Tuttosi (Exeter Chiefs) • Fabiola Forteza (Stade bordelais) • Gabrielle Senft (Saracens) • Gillian Boag (Gloucester-Hartpury RFC) • Holly Phillips (Bristol Bears) • Julia Omokhuale (Leicester Tigers) • Karen Paquin (Club de rugby de Québec) • Laetitia Royer (ASM Rugby) • McKinley Hunt (Saracens) • Mikiela Nelson (Exeter Chiefs) • Rachel Smith (Thunderbirds de l'UCB) • Rori Wood (Ealing Trailfinders) • Tyson Beukeboom (Ealing Trailfinders) |
| Arrières   | Alexandra Tessier (Exeter Chiefs) • Alysha Corrigan (Saracens) • Asia Hogan-Rochester (Westshore RFC) • Claire Gallagher (Leicester Tigers) • Fancy Bermudez (Saracens) • Florence Symonds (Thunderbirds de l'UCB) • Julia Schell (Ealing Trailfinders) • Justine Blatt-Janmaat (Westshore RFC) • Justine Pelletier (Stade bordelais) • Krissy Scurfield (Loughborough Lightning) • Mahalia Robinson (Town of Mount Royal RFC) • Olivia Apps (Lindsay RFC) • Paige Farries (Saracens) • Sarah-Maude Lachance (Stade bordelais) • Shoshanah Seumanutafa (Chiefs Manawa)• Taylor Perry (Exeter Chiefs) |

| Entraîneur | Sione Fukofuka (en) |
| Avants     | Emerson Allen (Gemini des Twin Cities) • Kapoina Bailey (Onyx de Denver) • Catie Benson (Banshees de Boston, Sale Sharks) • Tahlia Brody (Onyx de Denver, Leicester Tigers) • Rachel Ehrecke (Onyx de Denver) • Charli Jacoby (Exeter Chiefs, Queensland Reds) • Erica Jarrell (Sale Sharks) • Rachel Johnson (Onyx de Denver, Exeter Chiefs) • Saher Hamdan (Onyx de Denver) • Maya Learned (Onyx de Denver) • Alivia Leatherman (Ealing Trailfinders, Gemini des Twin Cities) • Georgie Perris-Redding (Sale Sharks) • Hope Rogers (Exeter Chiefs) • Keia Mae Sagapolu (Brumbies, Leicester Tigers) • Paige Stathopoulos (Ealing Trailfinders, Banshees de Boston) • Freda Tafuna (Lindenwood University) • Hallie Taufoou (Onyx de Denver, Loughborough Lightning) • Kathryn Treder (Bay Breakers, Loughborough Lightning) • Kate Zackary (Ealing Trailfinders) |
| Arrières   | Cassidy Bargell (Banshees de Boston) • Kristin Bitter (Onyx de Denver) • Gabby Cantorna (Exeter Chiefs) • Erica Coulibaly (Onyx de Denver) • Cheta Emba (Banshees de Boston) • Joanne Fa'avesi (sans club) • Tess Feury (Leicester Tigers, Exiles de New York) • McKenzie Hawkins (Onyx de Denver) • Nicole Heavirland (en) (Banshees de Boston, Eagles Sevens) • Emily Henrich (Banshees de Boston, Leicester Tigers) • Sariah Ibarra (Eagles Sevens) • Alev Kelter (Bay Breakers, Loughborough Lightning) • Ilona Maher (Bristol Bears, Eagles Sevens) • Bulou Mataitoga (Bay Breakers, Loughborough Lightning) • Olivia Ortiz (Sale Sharks) • Lotte Sharp (Saracens) • Taina Tukuafu (Bay Breakers) |

| Entraîneur | Allan Bunting (en) |
| Avants     | Alana Bremner (Matatū, Canterbury) • Dhys Faleafaga (en) (Black Ferns Sevens) • Vici-Rose Green (Chiefs Manawa, Waikato) • Kate Henwood (Chiefs Manawa, Bay of Plenty) • Tanya Kalounivale (Chiefs Manawa, Waikato) • Atlanta Lolohea (Blues, Canterbury) • Veisinia Mahutariki-Fakalelu (Chiefs Manawa, Waikato) • Liana Mikaele-Tu'u (Blues, Auckland) • Jorja Miller (Black Ferns Sevens) • Kaipo Olsen-Baker (Matatū, Manawatu) • Georgia Ponsonby (Matatū, Canterbury) • Maiakawanakaulani Roos (Blues, Auckland) • Amy Rule (Matatū, Canterbury) • Layla Sae (Hurricanes Poua, Manawatu) • Awhina Tangen-Wainohu (Blues, Waikato) • Kennedy Tukuafu (Chiefs Manawa, Waikato) • Maama Vaipulu (Blues, Auckland) • Chryss Viliko (Blues, Auckland) • |
| Arrières   | Sylvia Brunt (Blues, Auckland) • Ruahei Demant (Blues, Auckland) • Amy du Plessis (Matatū, Canterbury) • Iritana Hohaia (Hurricanes Poua, Taranaki) • Maia Joseph (Matatū, Otago) • Hannah King (Matatū, Canterbury) • Ayesha Leti-I'iga (Hurricanes Poua, Wellington) • Mererangi Paul (Chiefs Manawa, Counties Manukau) • Risi Pouri-Lane (Black Ferns Sevens) • Theresa Setefano (Black Ferns Sevens) • Braxton Sorensen-McGee (Blues, Auckland) • Katelyn Vahaakolo (Blues, Auckland) • Stacey Waaka (Black Ferns Sevens) • Portia Woodman-Wickliffe (Blues) |
| Réserviste | Kelly Brazier (Chiefs Manawa, Bay of Plenty) |

## Faits marquants de la compétition
Lors du premier match de la compétition, le 3 mai 2025 entre les États-Unis et le Canada, le record d'affluence pour un match féminin de rugby à XV aux États-Unis est battu avec 10 518 spectateurs présents au CPKC Stadium de Kansas City. Le Canada s'impose 26 à 14.
À l'issue de la compétition, la Nouvelle-Zélande remporte la Pacific Four Series avec deux victoires et un match nul en trois matchs. Le Canada, deuxième avec le même bilan que les Black Ferns, est lui aussi invaincu mais derrière les Néo-Zélandaises à cause d'une différence de points inférieure. L'Australie est troisième avec une victoire tandis que les États-Unis sont derniers sans victoire.